# MOMO-Syndrom
Das MOMO-Syndrom, Akronym für Makrozephalie, Obesitas, Mentale Behinderung, Okuläre Auffälligkeiten, ist eine sehr seltene angeborene Erkrankung mit den namensgebenden Hauptmerkmalen.
Synonyme sind:  Makrosomie-Adipositas-Intelligenzminderung-Augenanomalie-Syndrom; Makrosomie-Adipositas-Makrozephalie-Augenanomalie-Syndrom
Die Bezeichnung wurde im Jahre 1993 von den Autoren der Erstbeschreibung, den brasilianischen Ärzten Danilo Moretti-Ferreira und Mitarbeitern, vorgeschlagen.

## Verbreitung und Ursache
Die Häufigkeit wird mit unter 1 zu 1.000.000 angegeben, die Vererbung erfolgt autosomal-rezessiv. Die Ursache ist bislang nicht bekannt.

## Klinische Erscheinungen
Klinische Kriterien sind:
- Makrosomie
- Adipositas
- Intelligenzminderung
- Augenanomalien wie Hypertelorismus

Ferner finden sich gehäuft Auffälligkeiten wie breite Nasenwurzel, breite Stirn, verzögerte Skelettreifung.
Zusätzlich können weitere Fehlbildungen wie Holoprosencephalie und Kryptorchismus auftreten.

## Differentialdiagnose
Abzugrenzen sind u. a. andere Syndrome mit Makrosomie wie Teebi-al-Saleh-Hassoon-Syndrom oder Perlman-Syndrom.